# Kazuo Koike
Kazuo Koike (小池一夫 Koike Kazuo?) (Ōmagari, prefectura de Akita; 8 de mayo de 1936-17 de abril de 2019) fue un guionista japonés de manga reconocido por sus trabajos como Lobo solitario y su cachorro, Golgo 13 y Crying Freeman.
En España se publicaron algunas de sus obras.

## Biografía
En 1960 empezó sus primeros pasos junto con Takao Saito. Ambos crearon el manga Golgo 13, uno de sus obras más reconocidas dentro y fuera de Japón, y otras obras como Muyonozuke. Los dos trabajos trataban temas como las bandas criminales y los samuráis.
En 1970, junto con Goseki Kojima, realizó El lobo solitario y su cachorro, que fue un éxito inmediato en Japón y, posteriormente, en los Estados Unidos, donde fue publicado por First Comics. En 1972 escribió el manga Kubikuri Asa, conocido en español como Asa, el ejecutor. Ese mismo año, junto con el mangaka Kazuo Kamimura, escribió el guion principal del manga Lady Snowblood, que fue publicado en la versión japonesa de Playboy, Weekly Playboy, por la editorial Shūeisha.
En 1977 fundó la escuela privada de manga Gekigason Juku para formar futuros dibujantes. Entre sus alumnos más conocidos son Rumiko Takahashi, Tetsuo Hara, Yuji Horii, Naoki Yamamoto y Yoshitaka Amano.
En 1986, junto con el mangaka Ryōichi Ikegami, creó el manga Crying Freeman, que fue publicado en la editorial Shōgakukan. En este manga vuelve a abordar la temática de las bandas criminales como la Yakuza.
Koike era considerado uno de los guionistas más brillantes de Japón. Fue fundador del estudio de guionistas Studioship, que funciona a modo de cooperativa con cuarenta empleados fijos.

## Muerte
El 17 de abril de 2019, Kazuo Koike falleció a los 82 años de edad, a causa de una neumonía. Su muerte ocurrió solo cinco días después de la muerte del Mangaka Monkey Punch el 11 de abril del mismo año, que también murió de neumonía y a quien Koike lo consideraba como su rival en la revista  Weekly Manga Action .